# Orissa
|  | Per a altres significats, vegeu «Orissa (desambiguació)». |

Orissa (hindi: उड़ीसा) és un estat de la Unió d'Índia, que al 1 de novembre del 2011 va canviar el su nom oficial a Odisha. Limita al nord amb Jharkhand, al nord-est amb Bengala Occidental, a l'est amb la Badia de Bengala, al sud amb Andhra Pradesh i a l'oest amb Chhattisgarh.

## Geografia física
Morfològicament inclou una part dels Ghats Orientals, la conca mitjana i baixa del Mahānadi i la plana al·luvial costanera. El seu clima és tropical molt calorós, amb fortes pluges monsòniques de juny a setembre.

## Població
És un estat molt poblat. La llengua oficial és l'oriya (82,5%), llengua de la majoria de la població, amb minories de parla hindi (2,4%) i telugu (1,6%). El 3% de la població és format pels pobles gond i santal, entre d'altres, caçadors i recol·lectors, amb una economia molt primitiva i que parlen llengües munda.

## Economia
La majoria de la població activa es dedica a l'agricultura, amb conreus d'arròs (2/3 de les terres de conreu), canya de sucre, mill i oleaginoses. Té vastes àrees de regadiu al Mahānadi i al delta. Posseeix 1/3 dels recursos de ferro del país, manganès, crom, bauxita, vanadi, grafit, etc. La indústria inclou siderúrgia a Rūrkalā, alumini a Hīrākud, aprofitant l'energia hidroelèctrica de la presa, ciment, química, fertilitzants, tèxtils (Kataka), vidre, paper i mecànica.

## Divisió administrativa
Orissa està dividida en districtes que són trenta des de 1993:
| Codi | Districte                            | Capital (s)    | Població (2001) | Àrea (km²) | Densitat (/km²) |
| ---- | ------------------------------------ | -------------- | --------------- | ---------- | --------------- |
| AN   | Districte d'Angul                    | Angul          | 1.139.341       | 6.347      | 180             |
| BD   | Districte de Boudh (Bauda)           | Boudh          | 373.038         | 4.289      | 87              |
| BH   | Districte de Bhadrak                 | Bhadrak        | 1.332.249       | 2.788      | 478             |
| BL   | Districte de Bolangir (Balangir)     | Balangir       | 1.335.760       | 6.552      | 204             |
| BR   | Districte de Bargarh (Baragarh)      | Bargarh        | 1.345.601       | 5.832      | 231             |
| BW   | Districte de Baleswar (Balasore)     | Balasore       | 2.023.056       | 3.706      | 546             |
| CU   | Districte de Cuttack                 | Cuttack        | 2.340.686       | 3.915      | 598             |
| DE   | Districte de Debagarh (Deogarh)      | Debagarh       | 274.095         | 2.781      | 99              |
| DH   | Districte de Dhenkanal               | Dhenkanal      | 1.065.983       | 4.597      | 232             |
| GN   | Districte de Ganjam                  | Chhatrapur     | 3.136.937       | 8.033      | 391             |
| GP   | Districte de Gajapati                | Paralakhemundi | 518.448         | 3.056      | 170             |
| JH   | Districte de Jharsuguda              | Jharsuguda     | 509.056         | 2.202      | 231             |
| JP   | Districte de Jajapur (Jajpur)        | Jajpur         | 1.622.868       | 2.885      | 563             |
| JS   | Districte de Jagatsinghpur           | Jagatsinghpur  | 1.056.556       | 1.759      | 601             |
| KH   | Districte de Khordha                 | Jatani         | 1.874.405       | 2.888      | 649             |
| KJ   | Districte de Kendujhar (Keonjhar)    | Kendujhar      | 1.561.521       | 8.336      | 187             |
| KL   | Districte de Kalahandi               | Bhawanipatna   | 1.334.372       | 8.197      | 163             |
| KN   | Kandhamal                            | Phulbani       | 647.912         | 6.004      | 108             |
| KO   | Districte de Koraput                 | Koraput        | 1.177.954       | 8.534      | 138             |
| KP   | Districte de Kendrapara              | Kendrapara     | 1.301.856       | 2.546      | 511             |
| ML   | Districte de Malkangiri              | Malkangiri     | 480.232         | 6.115      | 79              |
| MY   | Districte de Mayurbhanj              | Baripada       | 2.221.782       | 10.418     | 213             |
| NB   | Districte de Nabarangpur             | Nabarangapur   | 1.018.171       | 5.135      | 198             |
| NU   | Districte de Nuapada                 | Nuapada        | 530.524         | 3.408      | 156             |
| NY   | Districte de Nayagarh                | Nayagarh       | 863.934         | 3.954      | 218             |
| PU   | Districte de Puri                    | Puri           | 1.498.604       | 3.055      | 491             |
| RA   | Districte de Rayagada                | Rayagada       | 823.019         | 7.585      | 109             |
| SA   | Districte de Sambalpur               | Sambalpur      | 928.889         | 6.702      | 139             |
| SO   | Districte de Subarnapur (Sonepur)    | Subarnapur     | 540.659         | 2.284      | 237             |
| SU   | Districte de Sundargarh (Sundergarh) | Sundargarh     | 1.829,412       | 9.942      | 184             |

## Història

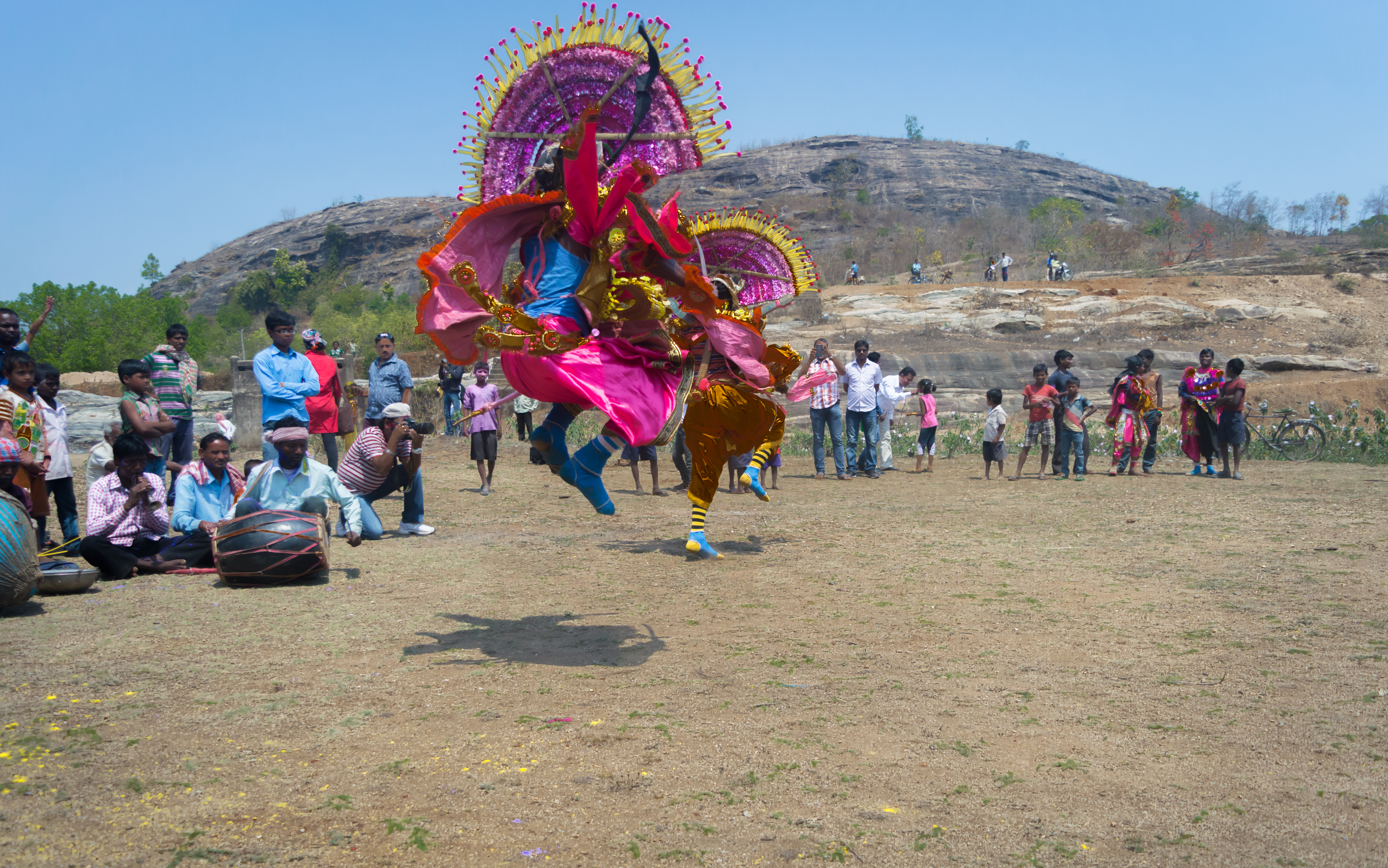
Dansa Chhau típica d'Orissa.

Correspon en part a l'antic regne de Kalinga. Conquerit per Aśoka (mitjans del segle iii aC), fou un dels reductes del budisme; a la segona meitat del segle ii aC havia retornat a Kalinga i les seves fronteres foren ampliades al segle i aC convertint-se en una potència marítima. El jainisme es va desenvolupar pel país però al segle II el budisme l'havia absorbit en gran part; el 640 el budisme encara era religió dominant. El 610 una part de Kalinga fou conquerida pel rei Sasanka de Magadha segons es diu en una inscripció. Va seguir un període de decadència dels reis de Kalinga. El 640 Kalinga fou conquerida per Harsa Vardhana de Kanauj.
Als segles x i xi Orissa estava sota suposat govern dels reis kesaris que haurien construït els temples de Bubaneswar i les edificacions avui en ruïnes de les muntanyes Alti; després Chora Ganga va fundar una dinastia a Kalinganagar (dinastia Ganga) que va gaudir de cert poder (segles xii i xiii); la seva nissaga fou vaixnavita i són els constructors del famosos temples de Jagannath i Puri i la pagoda negra de Konarak. Hi va haver diverses guerres ambs el musulmans i vers el 1361 el sultà Firuz Shah Tughluk va dirigir personalment una expedició a Orissa.
El 1434 Kapileswar Deva de la línia solar va usurpar el tron d'Orissa i va estendre els seus dominis cap al sud on les expedicions musulmanes havien alterat l'orde, fins al riu Penner; els seus successors van perdre progressivament aquestes conquestes a mans dels sultans de Golconda. La pressió musulmana fou cada cop més forta i el 1568, després d'una guerra civil, un usurpador de nom Mukund Deo, fou enderrocat per Kala Pahar, el general de Sulaiman Kararani de Bengala (1564-1572). Orissa (incloent Midnapore) va romandre en possessió dels afganesos fins al 1592, quan Man Singh, general d'Akbar, la va annexionar a l'imperi. Inicialment va estar sota governadors separats però després Balasore i Midnasore van passar al govern de Bengala. El 1751 Ali Werdi Khan va cedir Orissa als bhonsles de Nagpur que la van conservar fins al 1803 quan, derrotats en la segona Guerra Anglo-maratha, la van entregar als britànics.
El 1804 un equip de dos comissionats fou nomenat per governar la província però el 1805 es va crear amb el territori el districte de Cuttack i posat al càrrec d'un col·lector. El 1828 es va dividir en els districtes de Cuttack, Balasore i Puri i els estats tributaris. El país va quedar devastat per la fam del 1865-1867.
Sota domini britànic fou una divisió de Bengala amb capital a Cuttack, superfície de 35.664 km² i població de 5.003.121 (1901), fins al 1912 quan es va formar la província de Bihar i Orissa. El 1936 va formar província separada. Estava format per cinc districtes:
- Districte de Cuttack
- Districte de Balasore
- Districte d'Angul
- Districte de Puri
- Districte de Sambalpur (inicialment formava part de la divisió de Chhattisgarh a les Províncies Centrals i des de 1903 de les Províncies Centrals i Berar, sent transferida a la divisió d'Orissa el 1905; dos grans zamindaris van restar a Chhattisgarh).

Els britànics donaven el nom d'Orissa no sols a aquestos districtes sinó també als anomenats Estats tributaris d'Orissa (agència d'Orissa) un grup de 24 estats feudataris amb una població el 1901 de 3-173.395 i una superfície de 72.639 km². El comissionat d'Orissa era al mateix temps superintendent d'aquestos estats.
Els habitants eren en gran majoria els oriyes que parlaven oriya. La població va passar de 3.554.871 habitants el 1872 a 4.309.923 el 1881, a 4.666.227 el 1891 i a 5.003.121 el 1901. Els hindús formaven més del 95% de la població i la resta eren musulmans, animistes i cristians. La divisió tenia 7 ciutats i 15.416 pobles. Les ciutats principals eren Cuttack (51.364 habitants el 1901), Puri (49.334) i Balasore (20.880). Els ports principals eren False Point, Chandbali, Balasore i Puri.
L'1 d'abril de 1912 es va formar el govern separat de Bihar i Orissa, i l'1 d'abril de 1936 la província va esdevenir entitat separada. Com a tal va ingressar a l'Índia el 15 d'agost de 1947 esdevenint província i després estat per la constitució de 26 de gener de 1950.
La política de l'estat va estar dominada durant anys pel Partit del Congrés. El 1967 el Swatantra Party, el Jharkhand Party i el Utkal Congress Party van formar una coalició de govern, però va acabar el 1971 amb un govern directe presidencial de l'estat i a les eleccions del març de 1971, l'incertessa del resultat va imposar la formació d'un govern tècnic presidit per Shri Biswanath Das (sense partit) amb suport dels tres partits. Després d'una sèrie de defeccions a la coalició, Nandini Satpathy del partit del Congrés va poder formar govern el 1972 però la inestabilitat va forçar un nou govern presidencial (1973-1974). Sapathay va tornar al govern però la inestabilitat va continuar i novament es va imposar el govern presidencial (1976). Binayak Acharya del Partit del Congrés va formar nou govern que només va estar al front 123 dies. A les eleccions el Janta Party (del polític oriya Biju Pattnaik) va obtenir 110 dels 147 escons i Nilamani Routray va formar govern que va durar fins al 1980. Els conflictes en el partit de govern (que formava part del Janata Parishad) van portar a un nou govern presidencial i eleccions amb una esclatant victòria del Partit del Congrés-Indira, i Janaki Ballabh Pattnaik va esdevenir cap del gabinet. El 1985 el partit del Congrés-Indira va ratificar a les eleccions la seva victòria. Pattnaik va dimitir el 1989 i el va substituir el seu company de partit Hemananda Biswal i a les eleccions de 1990, el partit Janta Dal (abans Janta Party), regionalista, dirigit per Bijuyananda Patnaik conegut per Biju, va obtenir una gran victòria, i va formar govern. El 1993 el nombre de districtes es va incrementar de 13 a 30. A les eleccions del 1995 el sector del Congrés-Indira va tornar al poder amb Janaki Ballabh Patnaik. El partit de Biju (ara anomenat Biju Janta Dal) va tornar al poder el 1999 per molt poc temps; el seu gabinet va caure abans de 10 mesos i el Partit del Congrés-Indira va recuperar el control per tres mesos, però a les eleccions del 2000 el Janta Dal va obtenir el triomf i va tornar al poder amb Naveen Patnaik que encara segueix al front.

## Tinents governadors de Bihar i Orissa (des de 1920 governadors)
- Sir Charles Stuart Bayley 1912 - 1915
- Sir Edward Albert Gait 1915 - 1918
- Sir Edward Vere Levinge (interí) 5 d'abril a 12 de juliol de 1918
- Sir Edward Albert Gait 1918 - 1920
- Satyendra Prasanna Sinha, baró Sinha de Raipur 1920 - 1921
- Havilland Le Mesurier (interí) 1921-1922
- Sir Henry Wheeler 1922 - 1927
- Sir Hugh Lansdowne Stephenson 1927 - 1932
- Sir James David Sifton 1932 - 1936

## Governadors d'Orissa

### Província britànica
- Sir John Austen Hubback 1936 - 1938
- George Townsend Boag (interí) 11 d'agosy a 8 de desembre de 1938
- Sir John Austen Hubback 1938 - 1941
- Sir William Hawthorne Lewis 1941 - 1946.
- Sir Chandulal Madhavlal Trivedi 1946-1947

### Província índia
- Kailash Nath Katju 1947-1948
- Janab M. Asaf Ali 1948-1950

### Estat de l'Índia
- Janab M. Asaf Ali 1950-1952
- Sir Saiyid Fazl Ali 1952 - 1954
- Poosapati S. Kumaraswamy Raja 1954 - 1956
- Bhim Sen Sachar 1956 - 1957
- Yeshwant Narayan Sukthankar 1957 - 1962
- Ajudhia Nath Khosla 1962 - 1968
- Shaukatullah Shah Ansari 1968 - 1971
- Sardar Jogendra Singh 1971 - 1972
- Gatikrisina Misra 1 de juliol a 8 de novembre de 1972 (interí)
- Basappa Danappa Jatti 1972-1974
- Gatikrisina Misra 21 d'agost a 25 d'octubre de 1974 (interí, segona vegada)
- Akbar Ali Khan 1974 - 1976
- Shiva Narayin Sankar 1976 - 1977 (interí)
- Harcharan Singh Brar 7 de febrer a 22 de setembre de 1977
- Bhagwat Dayal Sharma 1977 - 1980
- Cheppudira Muthana Poonacha 1980 - 1983
- Bishambhar Nath Pande 1983 - 1988
- Nurul Hasan 1988 - 1990
- Yagya Dutt Sharma 1990 - 1993
- Nurul Hasan 1 de febrer a 31 de maig de 1993 (segona vegada)
- B. Satyanarayan Reddy 1993 - 1995
- Gopala Ramanujam 1995 - 1997
- K.V. Raghunatha Reddy 31 de gener a 12 de febrer de 1997
- Gopala Ramanujam 13 de febrer a 13 de desembre de 1997 (segona vegada)
- K.V. Raghunatha Reddy 1997-1998 (segona vegada)
- Chakravarti Rangarajan 1998-1999
- M.M. Rajendran 1999-2004
- Rameshwar Thakur 2004-2007
- Murlidhar Chandrakant Bhandare 2007-

## Ministres en cap

### Govern autònom
- Maharaja Krushna Chandra Gajapati Narayan Deo 1 d'abril de 1937 - 19 de juliol de 1937
- Biswanath Das 1937 - 1939 (Partit del Congrés)
- Govern del governador 1939 - 1941
- Maharaja Krushna Chandra Gajapati Narayan Deo 1941 - 1944 (segona vegada)
- Govern del governador 1944 - 1946
- Harekrushna Mahatab 1946 - 1947 (Partit del Congrés)

### Govern provincial dins l'Índia
- Harekrishna Mahatab 1947-1950 (Partit del Congrés)

### Govern federat dins l'Índia
- Nabakrushna Choudhury 1950 - 1956 (Partit del Congrés)
- Harekrishna Mahatab 1 1956 - 1961 (Partit del Congrés) (segona vegada)
- Govern presidencial 25 de febrer a 16 de juny de 1961
- Bijayananda Patnaik 1961 - 1962 (Partit del Congrés)
- Biren Mitra 1962 - 1965 (Partit del Congrés)
- Sadasiva Tripathy 1965-1967 (Partit del Congrés)
- Rajendra Narayana Singh Deo 8 Mar 1967 - 11 Jan 1971 (Swatantra Party = Partit de la Independència)
- Govern presidencial 11 de gener a 3 d'abril de 1971
- Biswanath Das 1971 - 1972 (sense partit)
- Sra. Nandini Satpathy 1972 - 1973 (Partit del Congrés)
- Govern presidencial 3 de març de 1973 a 6 de març de 1974
- Sra. Nandini Satpathy 1974 - 1976 (Partit del Congrés) (segona vegada)
- Govern presidencial 16 a 29 de desembre de 1976
- Binayak Acharya 1976 - 1977 (Partit del Congrés)
- Nilamoni Routray 1977 - 1980 Janata Parishad (Associació Popular)
- Govern presidencial 17 de febrer a 9 de juny de 1980
- Janaki Ballabh Patnaik 1980 - 1989 (Partit del Congrés-Indira)
- Hemananda Biswal 1989 - 1990 (Partit del Congrés-Indira)
- Bijuyananda Patnaik 1990 - 1995 (Janta Dal)
- Janaki Ballabh Patnaik 1995 - 1999 (Partit del Congrés-Indira) (segona vegada)
- Giridhar Gomango 15 de febrer a 6 de desembre de 1999 Biju Janata Dal (Partit Popular Biju, regionalista, dins del Janata Dal)
- Hemananda Biswal 1999 - 2000 (Partit del Congrés-Indira)
- Naveen Patnaik 2000- Biju Janta Dal (Partit Popular de Biju, regionalista)